# Dysodia zellerii
Dysodia zellerii är en fjärilsart som beskrevs av Herman Dewitz 1881. Dysodia zellerii ingår i släktet Dysodia och familjen Thyrididae. Inga underarter finns listade i Catalogue of Life.